# Radiopalác
Radiopalác (v době vzniku Poštovní nákupna, později též Palác Radio) je stavba v rondokubistickém (nebo též tzv. národním, či dekorativním) stylu. Hlavní vchod do paláce je na Vinohradské třídě č. 1789/40 a vedlejší vchody v ulici Blanická č. 1789/26 a Sázavská 1790/25, Vinohrady, Praha 2.

## Popis

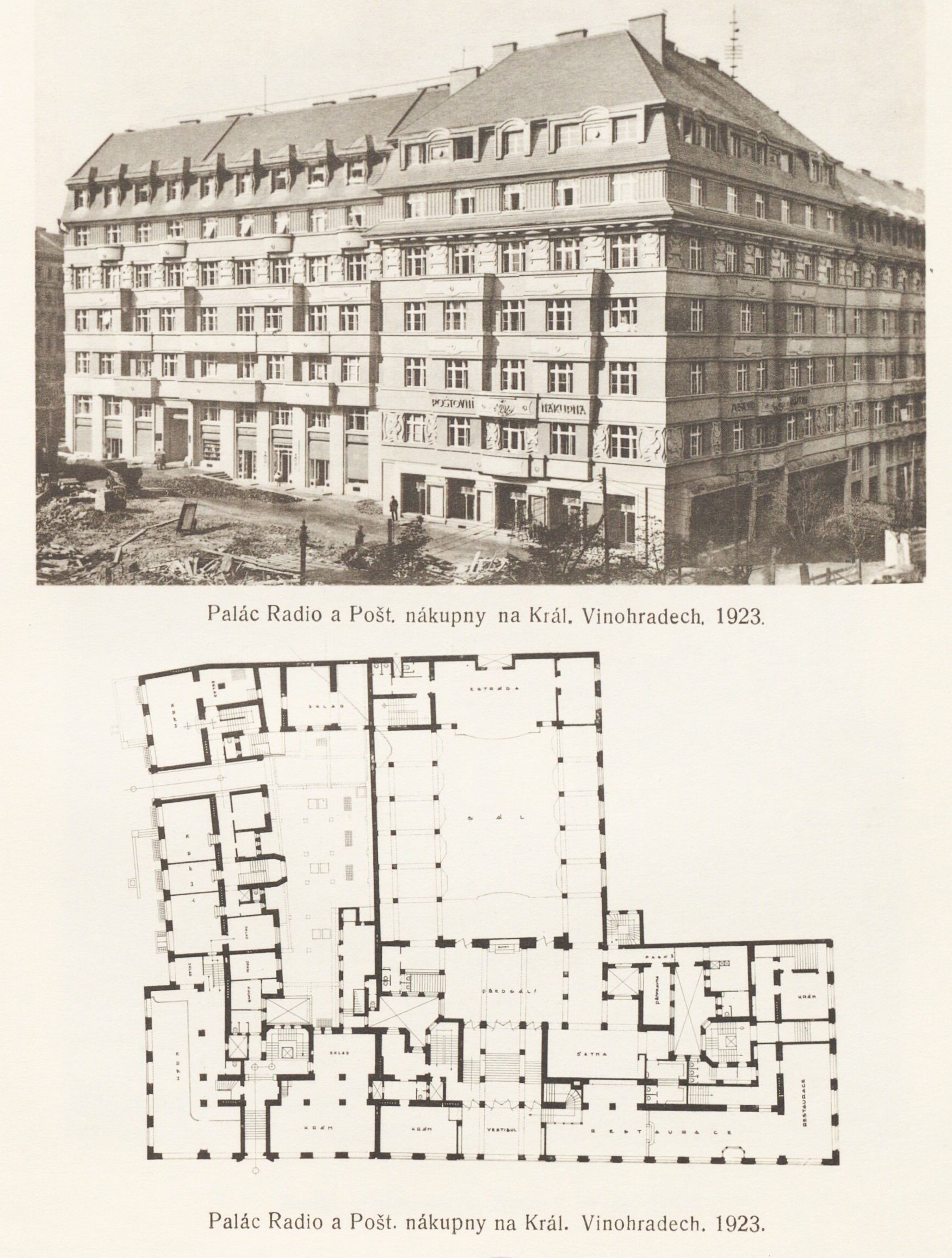
Poštovní nákupna (Radiopalác), 1923

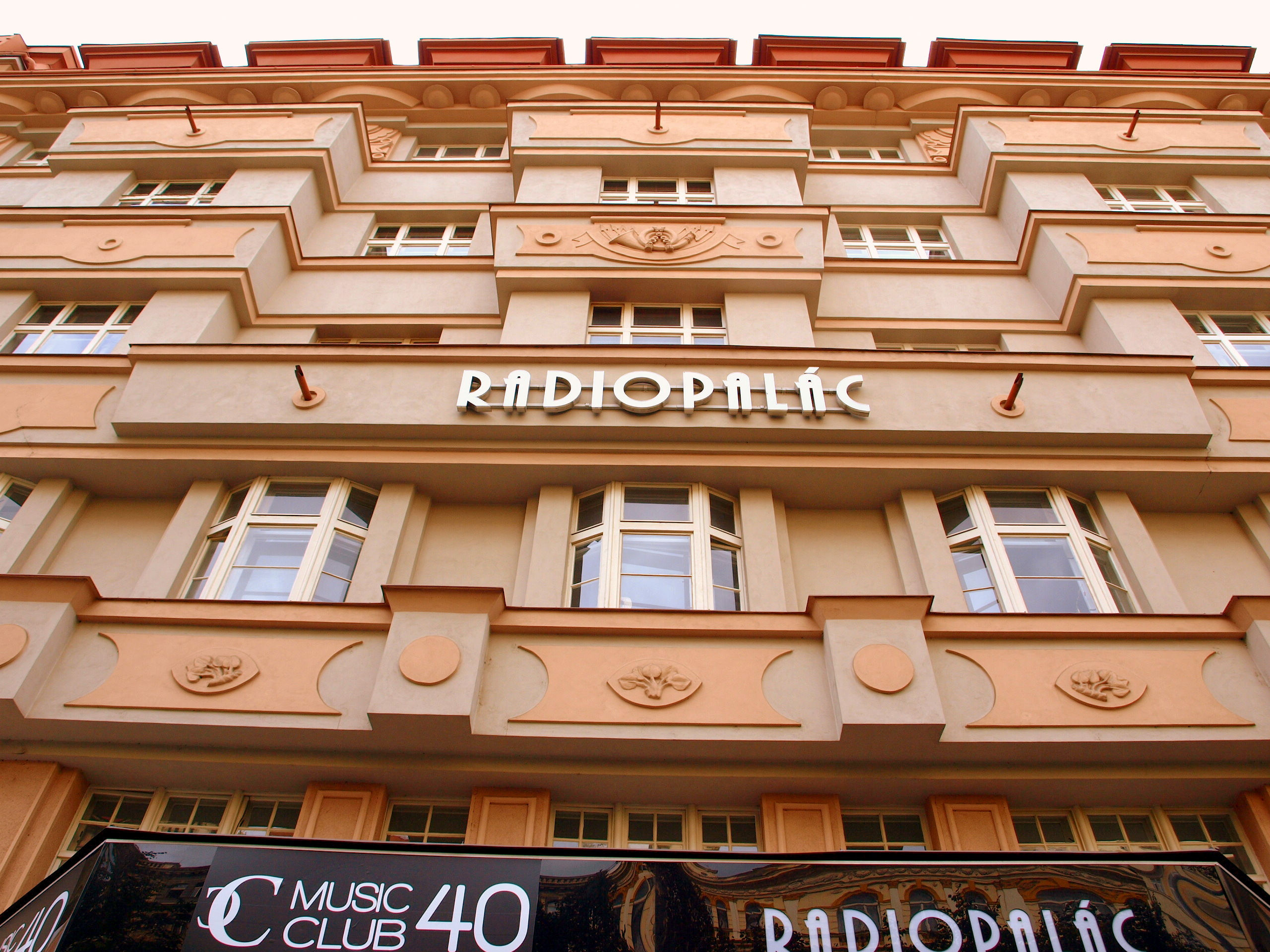
Vstup do Radiopaláce (stav 2012)

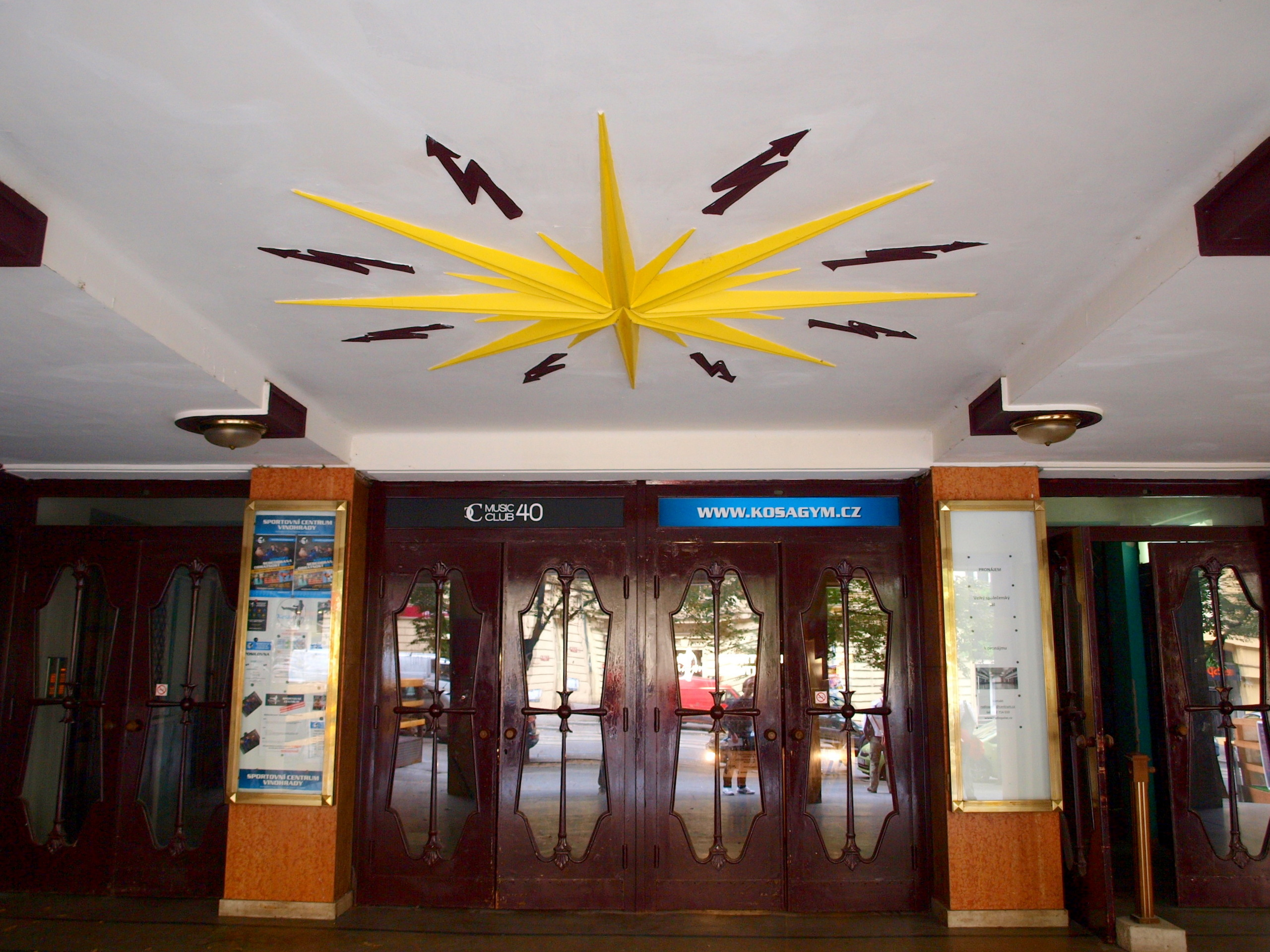
Tematická výzdoba u vstupu do Radiopaláce

Šestipatrová budova zabírá celý domovní blok a nachází se na místě Seidlovy usedlosti, poslední vykoupené usedlosti na Vinohradech.
Fasáda je zdobena ve stylu art deco a najdeme na ní atributy stavebníka, např. poštovní trubku či lipové listy. Průčelí jsou členěna arkýři, balkony a výraznou hlavní římsou. Do tří křídel ve tvaru písmene U je vsazeno ještě nižší, dvoupatrové křídlo, ve kterém se nacházelo kino a společenský sál. Ten byl za 2. světové války poškozen při náletu, rekonstrukce proběhla v roce 1946.

## Historie

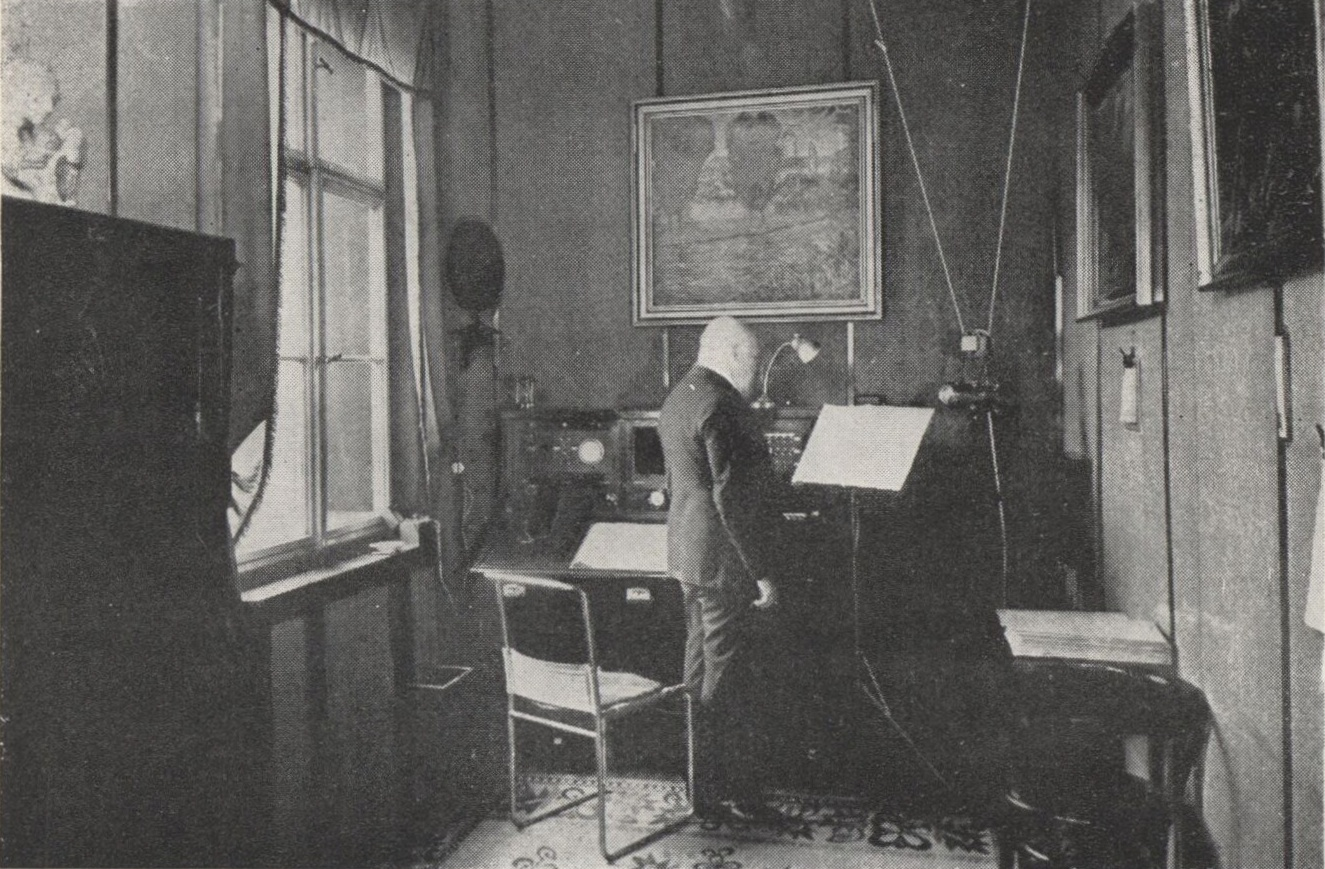
Hlasatelna Radiojournalu Radiopalác 1924

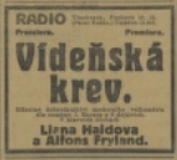
Inzerce „Palác Radio“ (Národní politika, 1925)

### Autor projektu a vznik
Autorem paláce je český architekt Alois Dryák, jenž se podílel například také na architektonickém řešení pomníku svatého Václava a pomníku Františka Palackého. Dále se podílel na výstavbě hotelu Central (dnes Hotel Kempinski) v Hybernské ulici. Radiopalác, stejně jako další Dryákovy stavby, se vyznačují nadčasovostí, vytříbeným stylem a funkčností.
Radiopalác vznikl v letech 1922–1925, do provozu byl uveden koncem roku 1924. Výstavbu financovalo Ústředí československých poštovních a telegrafních zřízenců, částečně z příspěvků členů.

### Historie názvu
Původní název paláce byl Poštovní nákupna. Poštovní nákupna byl svépomocný podnik státních a veřejných zaměstnanců, který jim nabízel nejrůznější zboží na splátky, prostřednictvím smluvních prodejen. (Poštovní nákupna zanikla v roce 1943, kdy byla začleněna do družstva Bratrství.) Název Poštovní nákupna byl umístěn nad vstupem do budovy, nápis Radiopalác je pozdější.
V letech 1924–1925 v budově Poštovní nákupny sídlil Radiojournal, který si zde v pronajatém čtyřpokojovém bytu od 1. července 1924 zařídil studio (tehdejší terminologií atelier). Dne 15. března 1925 se Radiojournal přestěhoval do blízké budovy Orbis (dnes Vinohradská 62). Dne 1. října 1924 zahájilo v suterénu provoz kino Radio, které pod tímto názvem hrálo do poškození budovy náletem v únoru 1945 (po opětovném uvedení do provozu již neslo nový název Květen).
V 50. letech 20. století se přechodně též užíval název kulturní dům Kabinetu odborářské výchovy.
Přes krátké působení Radiojournalu se ujal název Palác Radio nebo Radiopalác nejen pro kino Radio, ale i pro celou budovu na Vinohradské 58. O původním vztahu k poště a telegrafu svědčí reliéf na fasádě nad hlavním vchodem sestávající z poštovní trubky a blesků (symbol telegrafu).

### Užití

#### Do roku 1954
Po otevření zde sídlil sekretariát Ústředí československých poštovních a telegrafních zřízenců a 44 bytů bylo pronajato především poštovním zaměstnancům.
Součástí nového objektu byl kinosál (kino Radio), restaurace, kavárna a dva přednáškové sály. Výnosy této komerční části sloužily k podpoře vdov a sirotků, případně nemocných členů Ústředí československých poštovních a telegrafních zřízenců (v době vzniku Radiopaláce se celkem jednalo asi o 15 000 přispívajících členů). Komerčně byly pronajímány i jiné části, např. zde byla vinohradská pobočka Legiobanky.

#### Po roce 1945
V únoru 1945 bylo kino Radio poškozeno při náletu a přerušilo provoz. Rekonstrukce byla ukončena v roce 1946 a provoz kina (již pod novým názvem kino Květen) byl slavnostně zahájen 2. května 1946 promítáním dokumentárního filmu Otakara Vávry Cesta k barikádám.
Funkci společensko-kulturního prostoru si Radiopalác zachoval i po 2. světové válce. Provoz kina Květen byl ukončen v roce 2002, následně je sál využíván ke společenským akcím. Budova je vybavena dvěma sály a restauracemi. Konala se zde divadelní představení, koncerty a vystoupení slavných umělců. Po privatizaci slouží především jako prostory pro konání plesů, galavečerů a rautů, firemních akcí, kongresů, konferencí a seminářů, ale také svateb, módních přehlídek, tanečních kurzů a vystoupení, maturitních plesů a podobně.
Vyšší patra paláce jsou obytná.